# Jacob Chronander

Bei der Premiere von Surge am 6. Mai 1647 spielte Chronander selbst den faulen Studenten Circeius.

Jacob Person Chronander (latinisiert Jacobus Petri Chronander; * 1620 in Skara, Västergötland; † 20. April 1694 in Visby, Gotland) war ein schwedischer Dramatiker, Jurist, Bürgermeister und Gouverneur.

## Leben

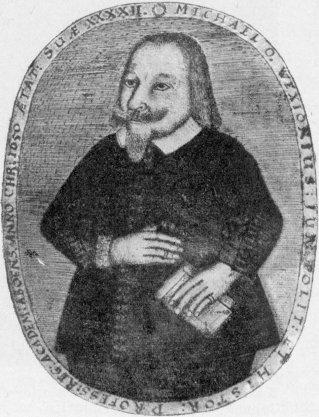
Prof. Wexionius war Lehrer und Mentor von Jacob Chronander

Jacob Person Chronander immatrikulierte sich am 19. September 1643 an der Kungliga Akademien i Åbo, der königlichen Akademie und Finnlands erster Universität in Åbo (finnisch Turku), und erreichte einen Abschluss als Magister der Philosophie. Im Anschluss studierte er Jurisprudenz bei Mikael Wexionius-Gyldenstolpe (1608–1670) und wurde im Sommer 1651 Lizenziat des Rechts. Im Herbst 1651 verließ Chronander Finnland und wurde Justizverwalter in Schwedisch-Pommern und am 22. Dezember 1660 Bezirkshauptmann auf Gotland. Vom 11. Februar 1661 bis zum 28. September 1667, vielleicht auch bis Sommer 1669, war er Bürgermeister von Visby.
Ab Juni 1676 weilte er für ein Jahr in Stockholm und leitete eine Kommission zur Untersuchung von Hexenzauber. Am 25. Oktober 1679 wurde er übergangsweise Gouverneur auf Gotland. Am 31. Juli 1689 wurde er wegen seines Alters und seiner Gebrechlichkeit abgesetzt, doch zum 9. Mai 1692 wieder in den Dienst aufgenommen.
Chronander war verheiratet mit Anna Ekenberg (1634–1692), der Tochter von Per Larsson Ekenberg (Vigelius) aus Åbo.

## Bedeutung

Titelblatt der Erstausgabe des Dramas Surge von 1647

Jacob Chronander war ein schwedischer Dramatiker, der im östlichen Teil des Schwedischen Reiches (den Finnland bis 1808/09 ausmachte) wirkte. Von ihm sind zwei Komödien erhalten geblieben. Sein Schwank Surge eller Flijt och Oflitighetz Skodespegel (deutsch „Erhebe Dich oder: Der Spiegel des Fleißes und der Trägheit“) ist laut der Literaturhistorikerin Cora Dietl das „älteste auf finnischem Boden verfasste Drama, das uns überliefert ist“. Die humanistische Komödie bewegt sich in der Tradition der Prodigus-Dramen und orientiert sich an der Studentenkomödie des Christoph Stymmelius. Dessen Lustspiel Studentes war anlässlich der Einweihung der Königlichen Akademie im Jahr 1640 in einer schwedischen Übersetzung unter der Leitung von Wexionius aufgeführt worden.
Chronander beschreibt in sieben Akten die Geschichte zweier Studenten. Der eine, Circeius, ist der Faulheit oder Trägheit verfallen, der andere, Palladius, folgt dem Pfad des Fleißigen. Während Palladius eifrig lernt und einen beschwerlichen Weg beschreitet, führt Circeius anfänglich ein glückliches Leben im Wirtshaus und mit Virgo, seiner Geliebten. Die Sprache des Dramas ist Schwedisch. Surge erlebte am 6. Mai 1647 anlässlich einer Magisterpromotion von 18 Philosophiestudenten seine Premiere an der Akademie. Chronander selbst spielte die Rolle des faulen Studenten Circeius.
In seinem zweiten komödiantischen Drama Bele-Snack eller Een ny comœdia om gifftermåhl och frijerij („Bele-Snack oder: Ein neuer Schwank über das Heiraten und Freien“) lässt Chronander den Frauenverächter Diogenes mit Lutherius auf Schwedisch über die Ehe diskutieren. Weitere Figuren sind Melanchthon, Aegidius Albertinus, Sebastian Franck, der „verlorene Sohn“ Acolastus (deutsch: der Ausschweifende) und die Prostituierte Thais. Die Namen der Protagonisten deuten sowohl auf das Drama der Reformation als auch des Humanismus hin.

## Dramen
- Surge eller Flijt och Oflitighetz Skode Spegel, författat vthi een lustigh comoedia, j hwilken lättia och flijtigheet, besynnerligen bland studerande personer, med sine rätte färgor, brede widh begges theras åtskilliga vigång beskrifwes: ... : Hwilken bleff vtij Åbo Anno 1647, den 6. Maji, ... hollen och celebrerat. (LIBRIS 2514471) (Digitalisat).
- Bele-Snack, eller Een ny comœdia, innehållandes om gifftermåhl och frijerij åthskilleliga lustige discurser och domar; hwilken bleff ... hållen och agerat, den 32.(!) julii, och l. augusti, 1649. på then kongl. academien vthi Åbo. (LIBRIS 2514470) (E-Text).
  - Cora Dietl (Hrsg.): Jacob Person Chronander: Bele-Snack. Ein universitäres Hochzeitsspiel aus dem 17. Jahrhundert. (Illustriert) Finnische Beiträge zur Germanistik, Band 2, Frankfurt am Main: 2000, ISBN 978-3631365465. (LIBRIS 5422153).